# Eduardo Cunha
Eduardo Cosentino da Cunha (Río de Janeiro, 29 de septiembre de 1958) es un economista, locutor y político brasileño. Miembro de la iglesia Asamblea de Dios, Ministerio de Madureira y autodeclarado evangélico. Fue diputado federal por el Partido del Movimiento Democrático Brasileño por Río de Janeiro y presidió la Cámara de los Diputados desde el 1° de febrero de 2015 hasta el 5 de mayo de 2016.
Afiliado al Partido de la Reconstrucción Nacional, fue presidente de la empresa de Telecomunicaciones del Estado de Río de Janeiro (Telerj) durante el Gobierno de Collor. Mientras formaba parte del Partido Progresista Brasileño, comandó la Companhia Estadual de Habitação durante el mandato del gobernador Anthony Garotinho. Fue candidato por primera vez a un cargo de elección en 1998, habiendo quedado como suplente de diputado estadual asumiendo una vacante en la Asamblea Legislativa del Estado en 2001. Fue elegido diputado federal por primera vez en 2002, cuando aún pertenecía al PPB, siendo reelegido por el PMDB en las elecciones de 2006, 2010 y 2014.
Durante su mandato como presidente de la Cámara de los Diputados, comenzó a ser investigado por la Operación Lava Jato y fue denunciado por la Procuraduría-General de la República en el Supremo Tribunal Federal. Imputado por mentir en la CPI de la Petrobras, le fue abierto un proceso en donde se pide su casación por la quiebra del decoro parlamentario. El 3 de marzo de 2016, el Supremo Tribunal Federal acogió por 10 votos a 0, en unanimidad, la denuncia del procurador general de la República Rodrigo Janot contra Eduardo Cunha por corrupción pasiva y lavado de dinero, convirtiéndolo en imputado en este tribunal. Poco después, Cunha fue suspendido de su cargo como diputado el 5 de mayo.
En marzo de 2018 el juez Sergio Moro sentenció a Cunha a 15 años de prisión por corrupción, lavado de activos y evasión de impuestos

## Primeros años, educación y familia
Nacido en Río de Janeiro el 20 de septiembre de 1958, es hijo de Elcy Teixeira de la Cunha y Elza Cosentino, descendiente de inmigrantes italianos oriundos de Castelluccio Inferiore en la región de la Basilicata. Debido a la ascendencia italiana, Cunha es también ciudadano italiano. Comenzó a trabajar a los catorce años como corrector de seguros. Posteriormente trabajó como auditor en la empresa Arthur Andersen desde 1978 a 1980, año en que se graduó en economía en la Universidad Candido Mendes, y actuó como economista en la Xerox de Brasil entre los años 1980 y 1982.
Cunha se casó con Cristina Bastos Dytz, con quien tuvo tres hijos: Danielle Dytz de Cunha, publicitaria y apuntada como una de las beneficiarias de las cuentas descubiertas en la Suiza, además de Camilla y Felipe Dytz de la Cunha. Ya en su segunda boda, esta vez con la periodista Cláudia Cruz, expresentadora de telediarios de la Red Globo, a quién Cunha conoció cuando era presidente de la Telerj, tuvo a Bárbara, conocida como Babu.

## Carrera política

### Campañas para el PDS y el PMDB
Su primer contacto con la política ocurrió trabajando para las campañas de Eliseu Resende, candidato al gobierno de Minas Generales por el Partido Democrático Social (PDS) en la elección de 1982, y Moreira Franco, candidato al gobierno fluminense por el PMDB en el pleito de 1986.

### Adhesión a Collor y presidencia de Telerj
En 1989, el economista y empresario Paulo César Harías invitó a Eduardo Cunha a afiliarse al Partido de la Reconstrucción Nacional (PRN) y a integrar el núcleo de la campaña presidencial del candidato Fernando Collor de Mello. Con poco menos de treinta años, en esa época, actuó como tesoureiro del comité electoral de Collor en Río de Janeiro. Según Daniel Tourinho, entonces presidente del PRN, Cunha fue el responsable por descubrir un fallo en el registro del Partido Municipalista Brasileño (PMB) que impidió la candidatura de Silvio Santos.
Tras ser electo, Collor invitó Eduardo Cunha para integrar el nuevo equipo económico del gobierno, comandado por Zélia Cardoso de Mello, pero él no aceptó. En 1991, atendiendo a la sugerencia de PC Harías, Collor nombró a Cunha para el cargo en la Telerj, la entonces empresa fluminense de telecomunicaciones. Como presidente de la compañía, redujo las inversiones de la empresa, conforme el proyecto de privatizar las estatales del gobierno Collor, y creó una comisión de licitación vinculada directamente a su gabinete. El Tribunal de Contas da União constató irregularidades en la contratación de tercerizados sin concurso, tratamiento privilegiado a determinados proveedores y fallos en la licitación para la edición de catálogos telefónicos. Responsable por la implementación de la telefonía celular en Río de Janeiro, Cunha se vio inmerso en un escándalo de sobrefacturación, cuando fue descubierto que él había firmado un adicional de US$ 92 millones a un contrato de la Telerj con la proveedora de equipos telefónicos NEC de Brasil (entonces controlada por el empresario Roberto Marino), en vez de abrir nueva licitación.
Con el descubrimiento del Esquema PC en 1992, que culminaría en el proceso de destitución de Fernando Collor aquel mismo año, fue exonerado de la presidencia de la Telerj en 1993, ya en el Gobierno Itamar Franco, habiendo sido sustituido por José de Castro Ferreira. Investigado en el Esquema PC, Cunha negó haber participado de las actividades ilegales descubiertas en este esquema de corrupción.

### Alianzas con el PPB y lazos con Francisco Silva
Después de trabajar para la Telerj, pasaría algunos años como operador en la Bolsa de Valores de Río de Janeiro prestando consultorías. Mantuvo vínculos con el exministro de Hacienda y entonces diputado federal Francisco Dornelles, se unió al Partido Progresista Brasileño (PPB; actual PP) en 1994. En esa misma época, estableció vínculos con empresario Francisco Silva, entonces el diputado federal más votado de Río de Janeiro y dueño de la emisora radial evangélica Rádio Melodía FM.
Cuando presidía la Telerj, Cunha había conseguido una línea telefónica para Silva, en una época en la cual aquello era un bien escaso, y más tarde lo ayudó a renegociar una deuda de dieciséis millones de reales con el Instituto Nacional del Seguro Social (INSS), que salió por 20% del valor original. En gratitud, Silva apadrinó Cunha, quien pasó a frecuentar cultos en diversas iglesias evangélicas y a prestar servicios a la radio a partir de 1995. La amistad se fortaleció cuando los dos se hicieron socios en la empresa Montourisme Passagens e Turismo, aunque Cunha haya vendido su parte al empresario meses después. Fue indicado también por el amigo parlamentario para presidir nuevamente la Telerj en el primer mandato del Gobierno Fernando Henrique Cardoso.
En 1996, Cunha y otras 41 personas fueron multados en uno de los procesos que investigaba el Esquema PC, llegando a estar involucrado en uno de los mayores procesos del caso, demostranda su implicación junto a Jorge Luiz Conceição, el operador de cuentas fantasmas del esquema de corrupción. Sin embargo, un fallo de la Primera Turma del Tribunal Regional Federal concedió aquel mismo año un habeas corpus a Cunha y detuvo la acción contra él.

### Amistad conGarotinhoy presidencia de la Cehab
Se lanzó como candidato por primera vez en las elecciones de Río de Janeiro en 1998, concursando a una vacante de diputado provincial. Sin embargo, recibió sólo quince mil votos y acabó obteniendo solamente la suplência en la Asamblea Legislativa del Estado de Río de Janeiro.
En 1999, el gobierno de Anthony Garotinho nombró a Francisco Silva como secretario de Vivienda y Hábitat, que por su parte nombró Cunha como subsecretário en agosto de aquel año. La secretaría fue extinta en octubre y fue sustituida por la Companhia Estadual de Habitação, y Silva, que reasumiría su mandato parlamentario, indicó a Cunha para ocupar la presidencia de la nueva empresa pública.
Pero, Cunha quedó en el cargo por poco más de seis meses, habiendo sido retirado en abril de 2000 por causa de denuncias de irregularidades en contratos sin licitación y favorecimento a empresas fantasmas. Fue imputado por favorecimento a la constructora Grande Piso, de propiedad de un afiliado del PRN, en cuatro licitaciones que sumaban R$ 34 millones para el conjunto Nova Sepetiba, el mayor proyecto habitacional del gobierno de Garotinho, pero fue constatado que la empresa no tenía condiciones para hacer o tocar obras. Otro caso de irregularidades involucró a la empresa Caci, representada por Jorge La Salvia (exprocurador de Paulo César Harías) que venció dos competencias de R$ 570 mil para auditar contratos inmobiliarios de la Cehab.
El escándalo no sacudió los lazos entre Anthony Garotinho y Eduardo Cunha, en la época director de la Melodía FM y productor del programa del gobernador fluminense para la radio evangélica. En una visita a la residencia oficial del gobernador para grabar uno de esos programas, Cunha y el diputado federal Francisco Silva fueron víctimas de una emboscada en la zona portuaria de Río de Janeiro, en octubre de 2000. Cunha escapó ileso, mientras Silva llevó un tiro.
En 2001, el Tribunal de Cuentas del Estado confirmó las diversas irregularidades en las licitaciones de la Cehab, entre ellos la deliberada alteración de la certificación negativa de tributos provinciales de la Grande Piso y sobrefacturación de precios practicados por la Caci, quién notificó a Cunha para defenderse.

### Diputado estatal (2001-2002)
También en 2001, gracias a los contactos del gobernador Anthony Garotinho, asumió una vacante de diputado estadual en la ALERJ, lo que le garantizaba inmunidad en las investigaciones del Ministerio Público. Cada vez más conocido el frente de la Melodía FM, también mantenía boletines diarios para hablar de asuntos variados y que terminaban con "El pueblo merece respeto"[nota 1] y se lanzó a candidato a una silla en la Cámara de los Diputados en las elecciones generales de 2002, con el apoyo de Garotinho. Fue elegido con 101.495 votos en la disputa.

### Diputado federal (2003-presente)
En 2003, intercambió su puesto con el entonces Partido Progresista por el Partido del Movimiento Democrático Brasileño. Fue reelegido, en las elecciones de 2006, al cargo de diputado federal, con 130.773 votos. Consiguió nuevamente la reelección en 2010, por el PMDB, con 150.616 votos. En la página del TSE, el diputado declaró haber recibido R$ 4,76 millones en donaciones para la campaña de 2010, de los cuales R$ 500 mil vinieron de la constructora Camargo Corrêa y el mismo valor de la Fábrica Naviraí de Azúcar y Alcohol.
En 2013, fue elegido líder del PMDB en la Cámara. El año siguiente, entró con una denuncia en el Supremo Tribunal Federal  contra el también diputado Anthony Garotinho (PR-RJ) por injuria y difamación. Garotinho, en su blog, se refirió la Cunha como un "diputado-lobista". Asesores de la Cámara y lobistas con acceso a parlamentarios del PMDB relatan que Eduardo Cunha registra en una agenda la lista de empresas  -conectadas principalmente a los sectores de energía, telefonía y construcción civil- beneficiadas por su actuación parlamentaria. Aún aquel año, fue reelegido para más una legislatura, habiendo obtenido 232 708 votos, siendo el tercero más votado del Estado de Río de Janeiro.
Como locutor, ha actuado en siete radios FM en los estados de Río de Janeiro, São Paulo, Piauí y Paraná - violando el artículo 54 de la Constitución Federal.[nota 2]
En febrero de 2015, Cunha fue elegido para la Presidencia de la Cámara con 267 votos.

## Sospechas de corrupción

### Operación Lava Jato

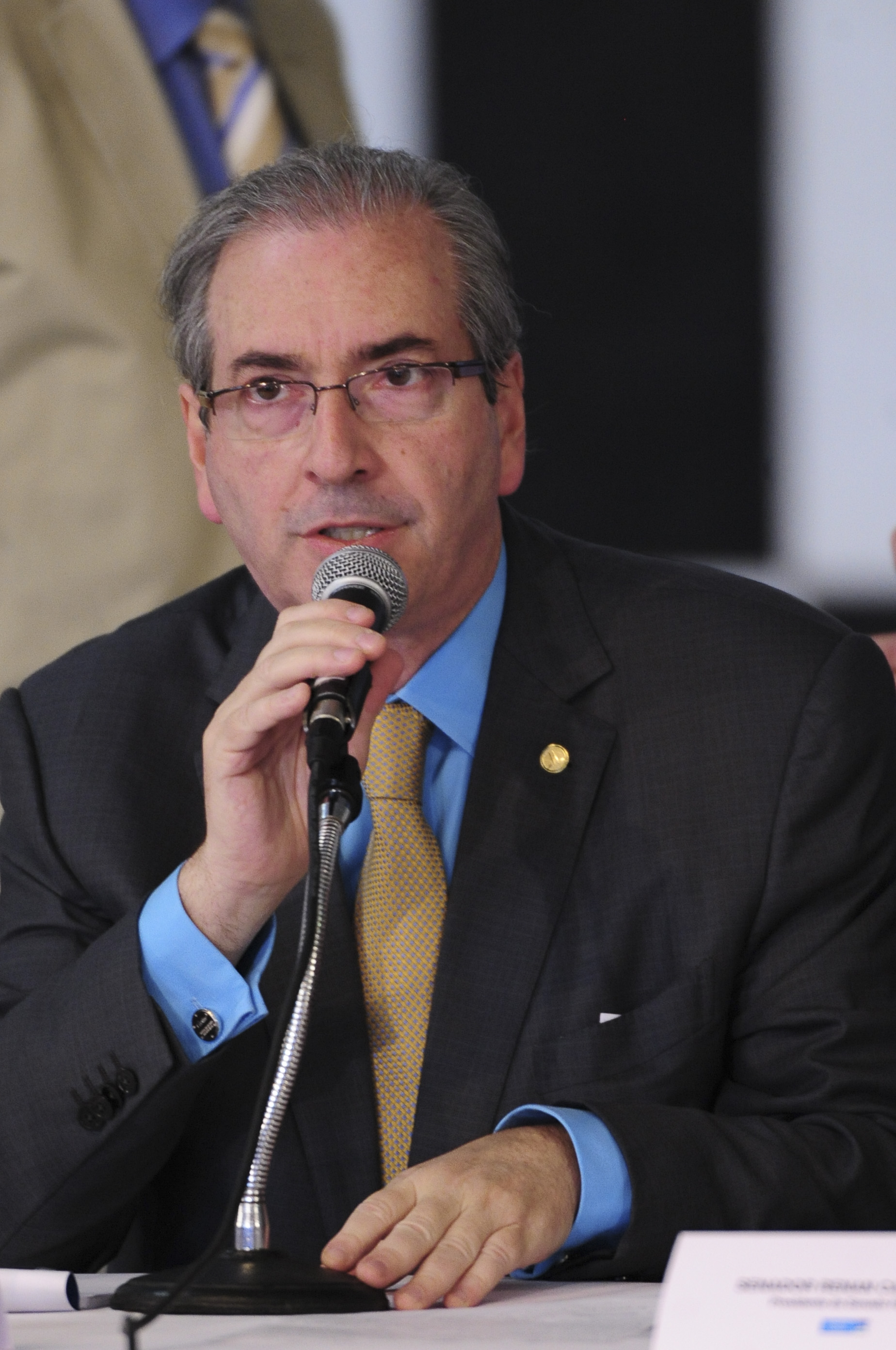
Cunha en junio de 2015.

El 20 de agosto de 2015, Cunha fue denunciado al Supremo Tribunal Federal por la Procuraduría-General de la República, por corrupción y lavado de dinero, imputado por haber recibido R$ 5 millones en propinas. En documentos institucionales enviados a la Cámara de los Diputados, Rodrigo Janot, argumentó que Cunha buscaba usar la Cámara y los parlamentarios "como escudo".
El testimonio de negociación de los cargos del exgerente de la Petrobrás, Eduardo Musa, señaló a Eduardo Cunha como la persona del PMDB que "daba la palabra final en la Dirección Internacional de la Petrobrás". En 25 de septiembre de 2015, el juez federal Sérgio Fernando Vivo, envía, al STF, otro pedido para denunciar al diputado.
En primero de octubre de 2015, el Ministerio Público de la Suiza envió a Brasil un proceso criminal, abierto en abril del mismo año, por sospecha de corrupción y lavado de dinero levantada por movimientos en cuentas bancarias en un banco de aquel país. Esas cuentas, según el Ministerio Público Suizo, serían controladas por Cunha en su nombre o en el de familiares. Ese proceso culminó en la congelación de los activos en la Suiza atribuidos al Diputado.
A través de una nota divulgada por la asesoría de prensa de la Cámara de los Diputados, después de la divulgación de los documentos comprobando que las cuentas pertenecen a Eduardo Cunha y sus familiares, con detalles sobre el origen y destino de los recursos, copias de pasaportes y firmas semejantes a la suya, el diputado acusó el procurador general de la República, Rodrigo Janot, de usar una "estrategia ardilosa" en la divulgación de los datos enviados por el Ministerio Público Suizo. Estos datos fueron usados por la Procuraduría-General en la formulación de las dos denuncias contra Cunha al STF.

#### Consejo de Ética y acusación en el STF
En 3 de diciembre de 2015, horas después de que el PT retirara su apoyo a Eduardo Cunha en el Consejo de Ética y Decoro Parlamentaria, aceptó uno de los pedidos del proceso de destitución de Dilma Rousseff. Algunos liderazgos del PT clasificaron ese endoso de un pedido de proceso de destitución como un golpe, evaluando como un chantage después de la retirada del apoyo del partido en el Consejo de Ética.
El 15 de diciembre de 2015, Eduardo Cunha fue blanco de la Operación Catilinárias, operación de la Policía Federal, que representó una nueva fase de la Operación Lava Jato. Las búsquedas fueron autorizadas por el ministro del STF, Teori Zavascki, a pedidos del procurador general de la República.
El mismo día, fue autorizado por el Consejo de Ética, por votación de once diputados a nueve, el proseguimiento de las investigaciones sobre las alegadas cuentas en el exterior del diputado.
El 16 de diciembre de 2015, se entregó por el PGR un pedido de alejamiento de Eduardo Cunha como Presidente de la Cámara de los Diputados. El pedido dice que él usó el cargo para confundir las investigaciones contra él. Sin embargo, el STF decidió dejar la decisión sobre el alejamiento de Eduardo Cunha para después de carnaval del año 2016.
El 3 de marzo de 2016, el STF aceptó por unanimidad, por diez votos a cero, la denuncia de Rodrigo Janot contra Eduardo Cunha por corrupción pasiva y lavado de dinero, convirtiéndose en imputado de ese tribunal.
El 15 de marzo de 2016, fue homologada por el STF la repartición de cargos del senador Delcídio de Amaral (PT) que cita entre diversos políticos, Eduardo Cunha, como siendo "niño de recados" del BTG Pactual. Cunha está involucrado por estar envuelto en favorecimento del banco BTG Pactual en medidas provisionales que posibilitarían la utilización de activos en liquidación de deudas.
El 5 de mayo de 2016 Cunha fue suspendido en su cargo como diputado por decisión del STF.

### Fondo de pensión de los operarios de la CEDAE
El área técnica de la Comisión de Valores Mobiliarios (CVM), órgano responsable por la fiscalización del mercado financiero, apuntó en informe sigiloso de marzo de 2015 que el presidente de la Cámara de los Diputados, Eduardo Cunha obtuvo un "logro indebido" de R$ 900 mil por operaciones realizadas entre 2003 y 2006 con fondos de inversión movidos por la Plegaria, el fondo de pensión de los operarios de la Compañía Provincial de Aguas y Esgotos de Río de Janeiro (CEDAE).

### Panama Papers
En 4 de abril de 2016, fue divulgado por el periódico El País que Eduardo Cunha y otros investigados en la Lava Jato posee cuentas en empresas offshores en el exterior abiertas por la compañía panameña Mossack Fonseca, especializada en camuflar activos usando compañías acogidas en paraísos fiscales.

## Empresas
Eduardo Cunha y su segunda esposa, Cláudia Cruz, son socios propietarios de diversas empresas. De entre las empresas conectadas directamente la Cunha, son citadas a "C3 Producciones", la "Netherton Investment", en Cingapura, Triumph SP" y a "Jesus.com", que tiene como atribuciones hacer propagandas y programas de radio y que tiene bajo su CNPJ un Porsche Cayenne S de 2013, evaluado en 429 000 reales. Otras empresas conectadas la Cunha y a su esposa poseen aún dos Porsches, una BMW y cinco SUVs. Además de las empresas, Cunha mantuvo en 2014 el registro de 288 dominios de internet, tales como facebookjesus.com.br, compracrente.net.br, jesustube.net.br y windowslivejesusmessenger.com.br. El mismo año de 2014 Eduardo Cunha declaró poseer bienes en el valor de R$ 1 649 226,10.

## Posiciones políticas
Autodeclarado evangélico, Cunha es considerado uno de los parlamentarios más conservadores del país. En el Congreso Nacional desde 2003, se ha hecho notar como defensor de valores tradicionales, por ejemplo, posicionándose contra la unión estable homoafetiva, la legalización del aborto y la marihuana.
En 2010, el diputado presentó un proyecto para criminalizar el prejuicio contra los heterossexuais. Él es el autor del proyecto para la institución del 'Día del Orgullo Heterossexual' en Brasil. Él es también el autor de un proyecto que quiere punir con prisión de hasta 10 años los médicos que auxilien mujeres para practicarse un aborto. Militante evangélico y frequentador asiduo de cultos, Cunha es detentor de centenares de dominios religiosos en internet, de los cuales 154 con tienen la palabra "Jesus".
El diputado es contrario a la regulación de los medios. El parlamentario es crítico del Marco Civil de la Internet y sugirió, al lado de otros miembros del PMDB, cambios en la ley para mantener la autonomía de las compañías de telecomunicaciones en el control de flujo de los usuarios, lo que permitiría que las compañías comercializaran paquetes de precios y velocidades diferentes en consonancia con el contenido de las webs, lo que es contrario al concepto de neutralidad de la red.